# Télésiège du Gypaète
 (avril 2025).
Motif : Il va falloir quand même démontrer que cette installation à une notoriété nationale ! WP n'est pas un catalogue de télésièges...
- Archive Wikiwix
- Bing
- Cairn
- DuckDuckGo
- E. Universalis
- Gallica
- Google
- G. Books
- G. News
- G. Scholar
- Persée
- Qwant
- (zh) Baidu
- (ru) Yandex

| 1. | Préciser le motif de la pose du bandeau. | Précisez le motif de la pose du bandeau en utilisant la syntaxe suivante : {{admissibilité à vérifier\|date=avril 2025\|motif=remplacez ce texte par le motif}}                           |
| 2. | Informer les utilisateurs concernés.     | Pensez à avertir le créateur de l'article, par exemple, en insérant le code ci-dessous sur sa page de discussion : {{subst:avertissement admissibilité à vérifier\|Télésiège du Gypaète}} |

Le télésiège du Gypaète est une remontée mécanique de la station de sports d'hiver française Les Sept Laux. Avec le télésiège des Chamois, il est un des deux télésièges qui permet l'accès au sommet du col de Pouta, qui mesure 2378 mètres d'altitude. Il est accessible depuis les stations Prapoutel, le Pleynet et Pipay.

## Histoire
Avec la construction du Gypaète, Les Sept Laux ont visée une modernisation du domaine skiable. L´ancien télésiège ne correspondait plus aux attentes des clients. Les premiers travaux du nouveuau télésiège ont commencé en 2013, lorsqu´ils ont mis les premières massifs de pylones. En plus le déboisement et le terrassement ont été fait. En printemps de 2014 les travaux principaux ont commencé et en décembre de 2014, il était prêt pour sa première utilisation. L´ancien télésiège a été demonté et vendu. Le Gypaète devait également porter le nom de l´ancien télésiège "Pouta", cependant le nom "Gypaète" a été choisi, en référence à l´oisseau "Gypaète", qui se retrouve souvent dans cette zone géographique.

## Caractéristiques
Le télésiège se trouve central sur le domaine skiable des Sept Laux et il est situé dans la station de ski de Prapoutel, mais il est également accessible depuis les trois stations Prapoutel, Pipay et le Pleynet. Il rallie le sommet du domaine skiable, le col de Pouta. Grâce à sa vitesse, le temps d´attente en gare aval est souvent faible. Par le Gypaète il est possible d´accéder à neuf pistes d´un niveau assez difficile.
| Nom                   | Télésiège du Gypaète           |
| --------------------- | ------------------------------ |
| Typ                   | Télésiège à attache débrayable |
| Constructeur          | Doppelmayr                     |
| Année de construction | 2013/2014                      |
| Prix                  | 8 000 000 €                    |
| Vitesse               | 5,25 m/s                       |
| Temps de montée       | 6 minutes                      |
| Capacité              | 6 personnes                    |
| Altitude gare aval    | 1580 m                         |
| Altitude gare amont   | 2378 m                         |
| Dénivelé              | 798 m                          |
| Longeur               | 1891 m                         |
| Portée maximale       | 171 m                          |
| Survol maximal        | 124 m                          |
| Pente moyenne         | 47,23%                         |
| Pente maximale        | 106,44%                        |